# Nationale Straßen-Radsportmeister 2002
| Nation              | Straßenrennen – Männer | Einzelzeitfahren – Männer      | Straßenrennen – Frauen | Einzelzeitfahren – Frauen     |
| ------------------- | ---------------------- | ------------------------------ | ---------------------- | ----------------------------- |
| Albanien            | Besnik Musaj           | Paljon Zarka                   | nicht ausgetragen      | nicht ausgetragen             |
| Argentinien         | Luis Moyano            | Juan Esteban Curuchet          | Valeria Pintos         | Valeria Müller                |
| Australien          | Robbie McEwen          | Nathan O’Neill                 | Margaret Hemsley       | nicht ausgetragen             |
| Belgien             | Tom Steels             | Marc Wauters                   | Ine Wannijn            | Cindy Pieters                 |
| Bolivien            | Genaro Agostopa        | Raúl Escobar                   | nicht ausgetragen      | nicht ausgetragen             |
| Bulgarien           | Iwajlo Gabrowski       | Iwajlo Gabrowski               | nicht ausgetragen      | nicht ausgetragen             |
| Burkina Faso        | Mahamadi Sawadogo      | nicht ausgetragen              | nicht ausgetragen      | nicht ausgetragen             |
| Dänemark            | Michael Sandstød       | Michael Sandstød               | Lisbeth Simper         | Lisbeth Simper                |
| Deutschland         | Danilo Hondo           | Uwe Peschel                    | Judith Arndt           | Hanka Kupfernagel             |
| Elfenbeinküste      | N’Gatta Coulibaly      | Souleymane Pamoussou           | nicht ausgetragen      | nicht ausgetragen             |
| Estland             | Jaan Kirsipuu          | Jaan Kirsipuu                  | nicht ausgetragen      | Riina Toomis                  |
| Finnland            | Jukka Heinikainen      | Jukka Heinikainen              | nicht ausgetragen      | Kristina Iisakkila            |
| Frankreich          | Nicolas Vogondy        | Eddy Seigneur                  | Magali Le Floc’h       | Jeannie Longo-Ciprelli        |
| Griechenland        | Markos Moraitakis      | Iosif Dalezios                 | Eleftheria Ellinikaki  | Chalime Giourbouz             |
| Großbritannien      | Julian Winn            | Michael Hutchinson             | Nicole Cooke           | nicht ausgetragen             |
| Guatemala           | Nery Velásquez         | nicht ausgetragen              | nicht ausgetragen      | nicht ausgetragen             |
| Hongkong            | Kaan Hang Kan          | David John Tonks               | nicht ausgetragen      | nicht ausgetragen             |
| Irland              | Mark Scanlon           | David McCann                   | nicht ausgetragen      | nicht ausgetragen             |
| Israel              | Itay Lifshitz          | Fein Oded                      | Shani Bloch            | Laurie Copans                 |
| Italien             | Salvatore Commesso     | Dario Frigo                    | Rosalisa Lapomarda     | Giovanna Troldi               |
| Japan               | Shinri Suzuki          | Kazuya Okazaki                 | Miho Oki               | Ayumu Otsuka                  |
| BR Jugoslawien      | Aleksandar Nikačević   | nicht ausgetragen              | nicht ausgetragen      | nicht ausgetragen             |
| Kanada              | Andrew Randell         | Eric Wohlberg                  | Katy St. Laurent       | Geneviève Jeanson             |
| Kasachstan          | Dmitri Murawjow        | Andrei Misurow                 | nicht ausgetragen      | nicht ausgetragen             |
| Kirgisistan         | Eugen Wacker           | Eugen Wacker                   | nicht ausgetragen      | nicht ausgetragen             |
| Kolumbien           | John Freddy García     | Yonny David Leal               | Nancy Casallas         | María Luisa Calle             |
| Kroatien            | Massimo Demarin        | Martin Čotar                   | nicht ausgetragen      | nicht ausgetragen             |
| Lettland            | Raivis Belohvoščiks    | Raivis Belohvoščiks            | nicht ausgetragen      | nicht ausgetragen             |
| Liechtenstein       | Rafael Bayer           | Rafael Bayer                   | nicht ausgetragen      | nicht ausgetragen             |
| Litauen             | Remigijus Lupeikis     | Raimondas Vilčinskas           | Zita Urbonaitė         | Edita Pučinskaitė             |
| Luxemburg           | Christian Poos         | Christian Poos                 | Danielle Lentz         | nicht ausgetragen             |
| Marokko             | Adil Jelloul           | Anazroud Driss                 | nicht ausgetragen      | nicht ausgetragen             |
| Mexiko              | Andrés Contreras       | Eduardo Sánchez                | nicht ausgetragen      | nicht ausgetragen             |
| Neuseeland          | Gordon McCauley        | Gordon McCauley                | Annalisa Farrell       | Mellisa Holt                  |
| Niederlande         | Stefan van Dijk        | Erik Dekker                    | Arenda Grimberg        | Leontien Zijlaard-van Moorsel |
| Norwegen            | Kurt Asle Arvesen      | Thor Hushovd                   | Anita Valen de Vries   | Solrun Flatås Risnes          |
| Österreich          | René Haselbacher       | Georg Totschnig                | Isabella Wieser        | Doris Posch                   |
| Panama              | Jonathan Torres        | nicht ausgetragen              | nicht ausgetragen      | nicht ausgetragen             |
| Polen               | Grzegorz Gronkiewicz   | Krzysztof Szafrański           | Bogumiła Matusiak      | Bogumiła Matusiak             |
| Portugal            | Rui Lavarinhas         | Joaquim Andrade                | nicht ausgetragen      | nicht ausgetragen             |
| Russland            | Oleg Grischkin         | Jewgeni Petrow                 | Swetlana Bubnenkowa    | Sulfija Sabirowa              |
| Schweden            | Stefan Adamsson        | Jonas Olsson                   | Nathalie Visser        | Jenny Algelid-Bengtsson       |
| Schweiz             | Alexandre Moos         | Fabian Cancellara              | Nicole Brändli         | Karin Thürig                  |
| Senegal             | Abdoulaye Thiam        | nicht ausgetragen              | nicht ausgetragen      | nicht ausgetragen             |
| Simbabwe            | Robby McPherson        | Robby McPherson                | nicht ausgetragen      | nicht ausgetragen             |
| Slowakei            | Martin Riška           | Ján Valach                     | Zlatica Gavláková      | Zlatica Gavláková             |
| Slowenien           | Boris Premužič         | nicht ausgetragen              | nicht ausgetragen      | nicht ausgetragen             |
| Spanien             | Juan Carlos Guillamón  | Igor González de Galdeano      | Aranzazu Azpiroz       | Eneritz Iturriagaechevarria   |
| Südafrika           | Tiaan Kannemeyer       | James Perry                    | Anriette Schoeman      | Ronel van Wyk                 |
| Trinidad und Tobago | Emile Abraham          | nicht ausgetragen              | nicht ausgetragen      | nicht ausgetragen             |
| Tschechien          | Ondřej Fadrný          | Ondřej Sosenka                 | Julie Pekárková        | Lada Kozlíková                |
| Tunesien            | Hichem Dridi           | nicht ausgetragen              | nicht ausgetragen      | nicht ausgetragen             |
| Ukraine             | Oleksandr Klymenko     | Serhij Hontschar               | Walentyna Karpenko     | Tatjana Stjajkina             |
| Ungarn              | Balász Rothmer         | László Bodrogi                 | Veronika Jáger         | Renáta Danis                  |
| Uruguay             | Carlos Silva           | Fabricio Ferrari/Matías Médici |                        |                               |
| Usbekistan          | Sergei Kruschewski     | Sergei Kruschewski             | nicht ausgetragen      | nicht ausgetragen             |
| Venezuela           | Tommy Alcédo           | Franklin Chacón                | Anrossy Paruta         | Anrossy Paruta                |
| Vereinigte Staaten  | William Chann McRae    | Dylan Casey                    | Jessica Phillips       | Kimberly Bruckner             |
| Belarus             | Aljaksandr Ussau       | Wassil Kiryjenka               | nicht ausgetragen      | nicht ausgetragen             |
| Zypern              | Nikos Dimitriou        | Theodoros Kotopoulis           | nicht ausgetragen      | nicht ausgetragen             |

1996 |
1997 |
1998 |
1999 |
2000 |
2001 |
2002 |
2003 |
2004 |
2005 |
2006 |
2007 |
2008 |
2009 |
2010 |
2011 |
2012 |
2013 |
2014 |
2015 |
2016 |
2017 |
2018 |
2019 |
2020 |
2021 |
2022 |
2023 |
2024 |
2025